# 강태흠
강태흠은 대한민국의 텔레비전 드라마 연출감독이다.

## 학력 및 경력
- MBC 프로듀서

## 드라마
- 2022년 ~ 2023년 MBC 저녁 일일연속극 《마녀의 게임》 ... 공동연출
- 2023년 ~ 2024년 MBC 저녁 일일연속극 《세 번째 결혼》 ... 공동연출